# Hygrocybe
Hygrocybe es un género de hongo agárico de la familia Hygrophoraceae.

## Especies
Algunas especies destacadas son:
- Hygrocybe coccinea
- Hygrocybe conica
- Hygrocybe miniata
- Hygrocybe pratensis var. pratensis
- Hygrocybe psittacina var. psittacina
- Hygrocybe punicea